# Дубенське (Нижньогородська область)
Дубенське (рос. Дубенское) — село в Вадському районі Нижньогородської області Російської Федерації.
Населення становить 694 особи. Входить до складу муніципального утворення Дубенська сільрада.

## Історія
Від 2009 року входить до складу муніципального утворення Дубенська сільрада.

## Населення
| 1999 | 2002 | 2010 |
| ---- | ---- | ---- |
| 769  | ↘705 | ↘694 |